# Funk (Nebraska)
Funk – wieś w Stanach Zjednoczonych, w stanie Nebraska, w hrabstwie Phelps.